# دوغ ماكليود
دوغ ماكليود (بالإنجليزية: Doug MacLeod)‏ هو كاتب أغاني وموسيقي ومغن مؤلف أمريكي، ولد في 21 أبريل 1946 في نيويورك في الولايات المتحدة.

## وصلات خارجية
- الموقع الرسمي
- دوغ ماكليود على موقع ميوزك برينز (الإنجليزية)
- دوغ ماكليود على موقع أول ميوزيك (الإنجليزية)
- دوغ ماكليود على موقع ديسكوغز (الإنجليزية)